# 影山優佳
影山優佳（日语：／ Kageyama Yūka */?，2001年5月8日—）是日本女藝人，為女子偶像團體日向坂46前成員，東京都出身，所屬經紀公司為尾木製作。2016年以平假名櫸坂46一期生身分出道。2023年7月19日自日向坂46畢業。

## 經歷
2015年，參加第2回AKB48集團選秀會議，並入選至最終階段，但最後未獲得指名。
2016年5月8日，通過平假名櫸坂46成員徵選，成為櫸坂46附屬團體「平假名櫸坂46」（現日向坂46）的創團11名成員之一。
2018年6月1日，宣佈為了學業而暫停平假名櫸坂46的活動。
2019年8月13日，日向坂46第1本寫真集《站著划》的官方Twitter帳戶公開了影山的影片，並宣布她會參與這次團體照的拍攝。
2020年5月26日，宣佈重啟活動。
2021年3月18日，參演漫畫改編真人電影《輝夜姬想讓人告白～天才們的戀愛頭腦戰～》續作的消息公開，在劇中飾演主要角色伊井野彌子。電影於同年8月20日上映。4月1日，宣布擔任《再見了，我的克拉默》動畫計劃的應援經理，影山亦在該作動畫中初次擔任聲優，在劇中聲演浦和邦成高中女子足球社的。5月，公布自己的粉絲名叫「Kagesapo」（カゲサポ），是「Kageyama Supporters」（影山後援者）的縮寫。9月3日，成為「光文社新書」創刊20周年活動的代言人。同月27日，成為美商藝電發行的FIFA系列最新作《FIFA 22》的日本地區形象大使。12月6日，擔任J聯賽頒獎典禮的舞台MC。
2022年4月1日，開始在廣播節目《羅森呈獻 日向坂46的歇一口氣！》中與佐佐木美玲共同擔任主持人。8月11日，開設個人Instagram帳號。12月，由於具備足球相關知識，多次出演世界杯相關節目，由於多次精準預言日本隊的勝利，而獲得「日本勝利女神」的美名。同月2日，宣布因為聽力問題，不參加於同月17日、18日舉辦的「日向聖誕2022」。

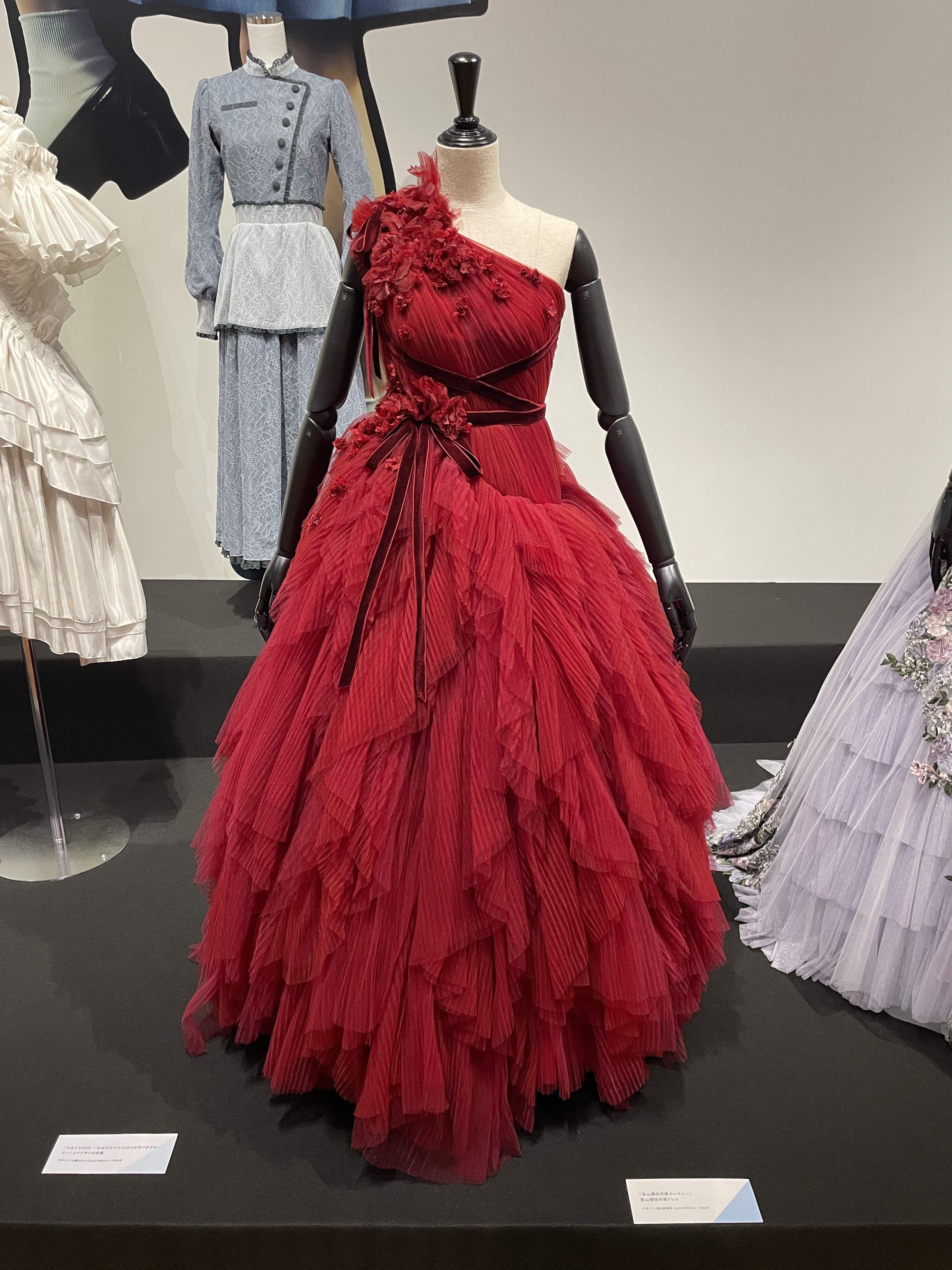
在舉辦的日向坂46展「WE R!」中展出的畢業典禮所穿服裝（攝於2024年5月13日）

2023年1月27日，在個人Instagram上宣布自己成為門薩組織的成員。2月17日，於日向坂46官網的個人部落格中宣布將於下一張單曲的活動結束後從團體畢業。4月19日發行的日向坂46第9張單曲《One choice》的收錄曲《朋友啊 是夜空中第一顆星星》（友よ 一番星だ）中首次擔任Center。5月9日，發行個人第一本寫真集《充滿著不知道的事情》（知らないことだらけ），於東京、長野、沖繩竹富島拍攝，以4.9萬銷量取得Oricon公信榜書籍週榜寫真集部門及綜合部門第一位。6月30日，擔任「Immersive Museum」的官方大使。7月19日，於東京國際論壇A廳舉行畢業典禮，正式從日向坂46畢業。7月23日，出席日向坂46第9張單曲《One choice》發售紀念實體個別見面會，此為她以日向坂46成員身分參加的最後一場活動。8月7日播出的《在日向坂見面吧》後，正式結束所有在日向坂46的活動。10月13日，宣布移籍經紀公司至尾木製作，並開設個人官方網站「Kagesapo的座位」（かげさぽのお席）。12月1日，開設官方粉絲俱樂部。
2024年2月19日，擔任京都醫科學校的形象代言人。8月16日，擔任女性服飾品牌 「COHINA」的形象模特兒。

## 人物
- 高中時屬於問答研究會[61][62]。休業期間（2018年）曾獲「日本倫理・哲學大賽」銅獎[63]。因體調不佳影響，放棄原本的大學升學計畫。這點在2022年7月17日播出的《Self Documentary of 日向坂46》中首次透露[64][65]。
- 喜愛學習，疫情期間考取6項證照（如藥學檢定1級、世界遺產檢定2級等）[66]，休養期間又取得5項資格[67]。2023年《阿Q猜謎王》學力王決定戰中，擊敗多位常勝者，首次奪冠，成為史上最年輕的優勝者（22歲）[68]。
- 興趣是看足球比賽[69][70]、舞台觀賞[1]、謎題、學習（受到《柯南》的啟發）[71]。特技是足球戰術分析、手語（小學時開始自學，握手會上用手語與聽障粉絲交流）[72]。
- 是足球狂熱者，幼時踢足球，是隊上唯一的女生，跑50m僅7秒多[69]。擁有足球4級裁判資格[73][74][75]。幾乎每天至少看一場比賽[69]，對國內外足球戰術與球員都有深入見解。被多名日本足球人稱為「偶像界No.1足球通」[76]。
- 2022年卡達世界盃期間，參與20場以上賽事解說[77][78]，被稱為「勝利女神」[79]，知名度大增。
- 從小就是《名偵探柯南》粉絲，夢想出演。2023年以本人身份客串柯南動畫，實現童年夢想[80]。2024年單獨擔任柯南劇場版的宣傳大使[81][82]。

### 日向坂46
- 應援色是紅色[83]。
- 自我介紹詞（Catch Phrase）為「我要高位壓迫你的心」（あなたのハートにゲーゲンプレス）[84]。

### 家族
- 全家都很喜歡足球[85]。
- 她的弟弟秀人，比她小一歲，曾在橫濱F・馬里諾斯青訓與三菱養和SC青訓踢球[86][87]，現為國士館大學足球部球員。
- 她的母親也擁有裁判資格證[69]。

## 演唱歌曲
標註「★」符號者，表示該首歌曲有拍攝MV。

### 單曲選拔樂曲
日向坂46
|     | 發行日期       | 單曲名稱           | 參與歌曲名稱              | 名義      | 收錄於 | MV | 備註          |
| --- | -------------- | ------------------ | ------------------------- | --------- | ------ | -- | ------------- |
| 5th | 2021年05月26日 | 只有你最強         | 只有你最強                |           | 全版本 | ★  | A面曲         |
| 5th | 2021年05月26日 | 只有你最強         | 聲音的足跡                |           | 全版本 | ★  |               |
| 5th | 2021年05月26日 | 只有你最強         | 怎麼辦？怎麼辦？怎麼辦？  | （1期生） | Type-C | ★  |               |
| 5th | 2021年05月26日 | 只有你最強         | 巨大的夢想壓垮了我        |           | 通常盤 |    |               |
| 6th | 2021年10月27日 | 話說               | 話說                      |           | 全版本 | ★  | A面曲         |
| 6th | 2021年10月27日 | 話說               | 無論多少次無論多少次      |           | 全版本 | ★  |               |
| 6th | 2021年10月27日 | 話說               | 意想不到的雙虹            |           | Type-A |    |               |
| 6th | 2021年10月27日 | 話說               | 傷停補時                  |           | 通常盤 |    |               |
| 7th | 2021年06月01日 | 我這種人           | 我這種人                  |           | 全版本 | ★  | A面曲         |
| 7th | 2021年06月01日 | 我這種人           | 飛機雲的形成理由          |           | 全版本 | ★  |               |
| 7th | 2021年06月01日 | 我這種人           | 深夜的懺悔大會            | （1期生） | Type-C | ★  |               |
| 7th | 2021年06月01日 | 我這種人           | 不知不覺被愛著            |           | 通常盤 |    |               |
| 8th | 2022年10月26日 | 星月共舞的Midnight | 星月共舞的Midnight        |           | 全版本 | ★  | A面曲         |
| 8th | 2022年10月26日 | 星月共舞的Midnight | HEY！OHISAMA！            |           | 全版本 |    |               |
| 8th | 2022年10月26日 | 星月共舞的Midnight | 其他多數的種類            |           | Type-C | ★  |               |
| 8th | 2022年10月26日 | 星月共舞的Midnight | 一生一次的夏天            |           | 通常盤 |    |               |
| 9th | 2023年04月19日 | One choice         | One choice                |           | 全版本 | ★  | A面曲         |
| 9th | 2023年04月19日 | One choice         | 戀愛逃之夭夭              |           | 全版本 | ★  |               |
| 9th | 2023年04月19日 | One choice         | 愛唯我擁有                | （1期生） | Type-A |    |               |
| 9th | 2023年04月19日 | One choice         | 朋友啊 是夜空中第一顆星星 |           | 通常盤 | ★  | 畢業曲 Center |

平假名櫸坂46
| 發行日期       | 歌名                 | 名義                | 收錄於                       | MV | 備註 |
| -------------- | -------------------- | ------------------- | ---------------------------- | -- | ---- |
| 2016年08月10日 | 平假名櫸             | 平假名櫸坂46        | 櫸坂46《世界上只有愛》通常盤 |    |      |
| 2016年11月30日 | 跳得比誰都還高！     | 平假名櫸坂46        | 櫸坂46《兩人季節》Type-B     | ★  |      |
| 2017年04月05日 | W-KEYAKIZAKA之詩     | 櫸&平假名櫸坂組     | 櫸坂46《不協和音》全版本     | ★  |      |
| 2017年04月05日 | 穩定交往中           | 平假名櫸坂46        | 櫸坂46《不協和音》Type-D     | ★  |      |
| 2017年10月25日 | 依然要前進           | 平假名櫸坂46第1期生 | 櫸坂46《就算風吹》全版本     | ★  |      |
| 2017年10月25日 | NO WAR in the future | 平假名櫸坂46        | 櫸坂46《就算風吹》Type-B     |    |      |
| 2018年03月07日 | 看著當下             | 平假名櫸坂46第1期生 | 櫸坂46《打破玻璃！》Type-B   | ★  |      |

### 專輯選拔樂曲
日向坂46
|     | 發行日期       | 專輯名稱   | 參與歌曲名稱              | 名義 | 收錄於 | 備註 |
| --- | -------------- | ---------- | ------------------------- | ---- | ------ | ---- |
| 1st | 2020年09月23日 | HINATAZAKA | 心機小可愛                |      | 全版本 | ★    |
| 1st | 2020年09月23日 | HINATAZAKA | 跳得比誰都還高！2020      |      | Type-A |      |
| 1st | 2020年09月23日 | HINATAZAKA | NO WAR in the future 2020 |      | Type-B |      |
| 1st | 2020年09月23日 | HINATAZAKA | 不顧一切地                |      | Type-B |      |
| 1st | 2020年09月23日 | HINATAZAKA | My fans                   |      | Type-B |      |
| 1st | 2020年09月23日 | HINATAZAKA | 約定之卵 2020             |      | 通常盤 |      |

平假名櫸坂46
|     | 發行日期       | 專輯名稱   | 參與歌曲名稱             | 名義      | 收錄於 | 備註                               |
| --- | -------------- | ---------- | ------------------------ | --------- | ------ | ---------------------------------- |
| 1st | 2018年06月20日 | 起跑的瞬間 | 沒有期待的自己           |           | 全版本 | ★                                  |
| 1st | 2018年06月20日 | 起跑的瞬間 | 約定之卵                 |           | Type-A |                                    |
| 1st | 2018年06月20日 | 起跑的瞬間 | 夏色的穆勒鞋             |           | Type-B | 與井口真緒、高瀨愛奈、東村芽依合唱 |
| 1st | 2018年06月20日 | 起跑的瞬間 | 來到夏天的邊界線         | （1期生） | Type-B |                                    |
| 1st | 2018年06月20日 | 起跑的瞬間 | 像車輪摩擦般哭泣的你     |           | Type-B |                                    |
| 1st | 2018年06月20日 | 起跑的瞬間 | 到底是誰強迫這樣的排隊？ | （1期生） | 通常盤 |                                    |
| 1st | 2018年06月20日 | 起跑的瞬間 | 平假名的戀愛             |           | 通常盤 |                                    |

櫸坂46
|     | 發行日期       | 專輯名稱 | 參與歌曲名稱         | 名義            | 收錄於 | 備註 |
| --- | -------------- | -------- | -------------------- | --------------- | ------ | ---- |
| 1st | 2017年07月19日 | 抹黑純真 | 太陽不會選擇抬頭的人 | 櫸&平假名櫸坂組 | Type-A |      |
| 1st | 2017年07月19日 | 抹黑純真 | 永遠的白線           | 平假名櫸坂46    | Type-B |      |

## 演出

### 電視劇
- Re:Mind（2017年10月20日－12月29日，東京電視台）：飾演 影山優佳[88]
- Hakobiya（2024年1月13日－3月2日，東京電視台）：飾演 天野杏奈（女主角）[89]
- 春暖花開的那一天（2024年1月15日－3月25日，關西電視台、富士電視台）：飾演 齊藤愛里[90]
- ウェル美とネス子。（2024年10月3日－，日本電視台）：飾演 ウェル美（與吉住雙主演）[91]
- OCTO 〜感情搜查官 心野朱梨〜 Season2（2024年10月3日－12月12日，讀賣電視台）：飾演 滝沢美空[92]
- My Diary 第8話（2024年12月15日，朝日放送電視台・朝日電視台）：飾演 出口楓[93]
- 御上先生（2025年1月19日－3月23日，TBS）：飾演 倉吉芽[94]
- Musashino圓舞曲（2025年5月10日－6月14日，朝日電視台）：飾演 沼田ヨリコ[95]
- 晚安，這裡是朝山家。（2025年7月6日－，朝日放送電視台・朝日電視台）：飾演 木本美樹[96]

### 電影
- 輝夜姬想讓人告白～天才們的戀愛頭腦戰～ FINAL（2021年8月20日，東寶）：飾演 伊井野彌子[15]
- 上班族金太郎（RIGHTS CUBE）：飾演 一美[97]
  - 【曉】篇（2025年1月10日）
  - 【魁】篇（2025年2月7日）

### 電視節目
- FOOT×BRAIN（2020年10月4日[註 2]－，東京電視台）- SPECIAL ANALYST（不定期出演）[99]
- 中澤佑二和影山優佳（日向坂46）Talking Football（2020年12月27日、2021年1月15日－22日，光TV頻道＋（日语：ひかりTVチャンネル#ひかりTVチャンネル+））[100]
- THE突破File（日语：THE突破ファイル）（2021年2月4日－，日本電視台）：飾演 影山係員[註 3][101]
- FIFA世界盃64（朝日電視台、ABEMA）- 與晟也（霜降明星）共同擔任MC[102][103]
  - サッカー日本代表大集合SP（2022年5月28日）- MC[104]
  - 日本のエース伊東純也を日向坂46影山が大解剖SP（2022年7月30日）- MC[105]
  - Ｗ杯まで98日！やべっち×吉田麻也SP対談！（2022年8月14日）- MC[106]
- 絶対に負けられない座談会！日本代表応援SP～ROAD to 2026～（2025-02-28，朝日電視台）- 主持[107]

### 電視動畫
- 再見了，我的克拉默（2021年5月30日－6月20日，TOKYO MX）：聲演 海老名あやめ[17]
- 名偵探柯南（2023年5月13日，日本電視台）：聲演 影山優佳（本人）[108][109]

### 舞台劇
- AYUMI（2018年4月20日－5月6日，東京AiiA劇場）- 響板隊[110]
- 未來少年柯南（2024年5月28日－6月16日，東京：東京藝術劇場／6月28日－30日，大阪：梅田藝術劇場）：飾演 拉娜（女主角） [111]

### 電台節目
- アルコ&ピース酒井健太と日向坂46影山優佳のあなたの地域にゲーゲンプレス‼︎（2021年12月30日，TBSラジオ）- MC[112]
- 羅森呈獻 日向坂46的歇一口氣！（日语：ローソン presents 日向坂46のほっとひといき!）（2022年4月1日－2023年3月31日，FM東京）- 主持人[113][114]

### 網絡節目
- Atsuto Uchida's FOOTBALL TIME（2020年10月1日－，DAZN）- 不定期出演
- 影山優佳的FUT挑戰"對著你的心FUT"（2020年12月16日－22日，YouTube）[74][115]
- 影山優佳的FUT挑戰22（2021年12月3日－23日，YouTube）[116]
- ABEMA Sports Time（2023年7月2日－2024年12月29日，ABEMA）- 特別應援大使[117]

### 廣告
- 光文社 新書創刊20周年紀念展「alanchan的成人式」（2021年9月3日－）- 形象代言人[118]
- FIFA 22（2021年10月1日－）- 形象大使（日本地區）[119]
- 羅森「DAZN×日向坂46影山桑×羅森」（2021年10月28日－）[120]
- 大塚食品 維他命炭酸飲料「MATCH」（2023年4月17日－30日）- 形象代言人[121]
- 優衣庫 GWキャンペーン「GWはなにする?なに着る?ユニクロのいざGW」（2023年4月28日－5月11日）- 形象代言人[122][123]
- docomo（NTT DOCOMO）[124]
  - d手機貸款「等等」篇（2023年5月1日－）[125]
  - d手機貸款「搭乘工具」篇（2023年5月1日－）[126]
- 住友三井汽車服務 移動革命（2024年3月1日－）- 形象代言人[127][128]
- 日本體育振興中心「WINNER」（2024年9月3日－）[129]
- Kanadevia 企業CM「カナデビアなら知っている」篇（2024年10月1日－）[130]

### 活動
- DAZN 亞足聯亞洲區預選賽（2021年9月2日－2022年3月29日）- 應援大使[131]
- J聯賽頒獎典禮
  - （2021年12月6日）- 舞台MC[25]
  - （2023年12月5日，橫濱體育館）- 綜合主持[132]
  - （2024年12月10日）- 綜合主持[133]
- DreamHack Japan 2023 FIFA 23 影山優佳隊vs岡崎体育隊（2023年5月14日，幕張展覽館）[134]
- NHK學生機器人大賽2023（2023年6月4日，大田區綜合體育館）- 特別導覽[135][註 4]
- Immersive Museum　TOKYO 2023 後印象派 POST-IMPRESSIONISM（2023年7月7日－10月29日，東京日本橋三井Hall）- 官方大使[136]
- True Colors SPECIAL LIVE 2024（2024年3月7日，NHK大廳）- MC[137][註 5]
- 麻生專門學校集團 presents TGC KUMAMOTO 2024 by TOKYO GIRLS COLLECTION（2024年4月13日，熊本產業展示場）- MC[138]

### MV
- TAKU INOUE「ピクセル (feat. なるみや)」[139]

### 豎屏短劇
- Toshio-free-Wi-Fi（2024年12月2日－2025年2月15日）：飾演 アダチ[140]

## 書籍

### 寫真集
- 充滿著不知道的事情（知らないことだらけ；2023年5月9日，扶桑社）[141][142]

### 雜誌連載
- CREA（日语：CREA (雜誌)）「NIPPON GRAVITY」（2024年1月19日－，文藝春秋）[143]

## 外部連結
- 影山優佳官方網站（日語）
- 尾木製作個人介紹頁 （页面存档备份，存于）（日語）
- 影山優佳的Instagram帳戶（2022年8月11日－）（日語）
- 影山優佳官方的X（前Twitter）（2023年10月13日－）（日語）

日向坂46時期
- 日向坂46個人介紹頁（日語）
- 影山優佳 官方部落格 - 日向坂46官方網站（2016年8月2日－2023年8月31日）（日語）
- 日向坂46影山優佳1st寫真集【公式】的X（前Twitter）（2023年3月8日－）（日語）
- 影山 優佳（日向坂46）的SHOWROOM專頁（页面存档备份，存于）（日語）